# New Order
New Order (Транскр. Њу ордер) енглески је рок састав формирани 1980. године. Групу су формирали остали чланови групе Joy Division (енгл. Joy Division) након самоубиства фронтмена, Ијана Кертиса (енгл. Ian Curtis). Састав би чинили Бернард Самнер (енгл. Bernard Sumner) (главни вокали, гитара, клавијатура, синтисајзер), Питер Хук (енгл. Peter Hook) (пратећи вокали, бас гитара) и Стифен Морис (енгл. Stephen Morris) (бубњеви, удараљке). Касније би им се придружила Гилијан Гилберт (енгл. Gillian Gilbert) (клавијатура). Питер Хук је напустио састав 2007. године и њега је заменио Том Чепмен (енгл. Tom Chapman) 2011. године; Фил Канингхем (енгл. Phil Cunningham) (ритмичка гитара, клавијатуре) из бившег бенда Бед Лутенент (енгл. Bad Lieutenant) који су чинили он, Бернард и Џејк Евенс (енгл. Jake Evans) им се придружује 2005. године и постаје званичан члан.
Током својих година, избацили су 10 студијских албума: Movement (1981. године), Power, Corruption & Lies (1983. године), Low Life (1985. године), Brotherhood (1986. године), Technique (1989. године), Republic (1993. године), Get Ready (2001. године), Waiting For The Sirens Call (2005. године), Lost Sirens (2013. године) и Music Complete (2015. године). Међу њиховим песмама, највећи хитови су "Blue Monday", "True Faith", "World In Motion", "Regret", "World (The Price Of Love)", "Crystal" i "Krafty".
New Order су описани као постпанк, синт поп, нови талас и алтернативни рок састав.

## Историјат

### Формација и почеци
Између 1977. и 1980. године, Ијан Кертис, Бернард Самнер, Питер Хук i Стифен Морис су чинили постпанк састав Joy Division, којима је главни продуцент био Martin Hannett. Ијан Кертис је починио самоубиство 18. маја 1980. године, дана пре него што је требало да одрже своју прву турнеју у Америци, и 2 месеца пре избацивања другог и последњег њиховог албума, Closer. Остатак састава је убрзо одлучио да настави као састав, али да неће наставити са именом Joy Divison да ли би било који члан напустио састав. Rob Gretton, менаџер бенда, заслужан је за име New Order чије име потиче из чланка "The People's New Order of Kampuchea" британских новина The Guardian.
Чланови су се измењивали на месту вокала. На крају је било одлучено да ће Бернард Самнер бити фронтмен састава, будући да лакше свира гитару током певања. Њихова главна жеља је била да неко чије су способности компатибилне са групом и ко их је познавао. Gretton је на крају препоучио Гилијан Гилберт, симпатију Мориса. Била је позвана да постане званичан члан средином октобра 1980. године, као гитариста и клавијатуриста. Њено прво извођење уживо је било у Манчестеру 25. октобра 1980. године.

### Movement (1981—1982)
Први објављени сингл групе је био "Ceremony", који је имао B-side "In A Lonely Place". Обе песме су биле написане недељама пре него што је Ian Curtis извршио самоубиство. Албум Movement је био избачен 13. новембра 1981. године, чији је продуцент био Martin Hammett, који је радио и раније са Joy Division. New Order је тада имао звук веома сличан Joy Divisionu, чему је Movement био понекад сматран као њихов трећи албум.
Састав је био незадовољан звуком због великог притиска самог продуцента и зато што су се још опорављали од неочекиваног самоубиства Iana Curtisa, чиме касније раскидају сарадњу са њиховим продуцентом и почињу да сами продуцирају њихове албуме. Било је речено да им је продуцент, Martin Hammett, конзумирао алкохол.
New Order су посетили Њујорк поново, 1981. године, где су открили пост-диско, електро и фристајл жанрове. Слушали су Италијански диско како би се разведрили, а Морис је учио како да програмира електричким бубњевима. Следећи синглови, који нису били са албума - "Everything's Gone Green" и "Temptation", су показали састав како се креће више према електронској денс музици.

### Power, Corruption & Lies (1983—1984)
Power, Corruption & Lies је био избачен 2. маја 1983. године и био је излет на бази синтисајзера и драматична промена звука Joy Division-а, као и претходни албум, иако је састав већ неколико година наговештавао повећану употребу технологије током процеса стварања музике, укључујући и њихов рад као Joy Division. Полазећи од онога што су раније наговестили ранији синглови, бенд је ту пронашао своје темеље, мешавши рану техно музику са својим ранијим звуком заснованим на гитари и показујући снажан утицај дјела као што су Giorgio Moroder и Kraftwerk. "Blue Monday" је био избачен 2 месеца пре самог албума. Многи критичари и фанови састава су подразумевали Blue Monday као једну од најбољих песама 80-их, ако не и свих времена. Blue Monday је постао најпродаванији независни 12" сингл свих времена у Великој Британији, међутим, (што је много узнемирило куповину јавности) није био на листи Power, Corruption & Lies. Налепница се примењује на непродане копије албума где пише "DOES NOT CONTAIN BLUE MONDAY". Песма је, међутим, била укључена у формату касете у неким земљама, као што су Аустралија и Нови Зеланд, а на оригиналном издању албума у Северној Америци, заједно са својом Б-страном, "Тhe Beach".
Убрзо након успеха Blue Monday, New Order избацују сингл "Confusion", који је био избачен у августу 1983. године, али је био револуционаран због фузије рок, електро и хип-хоп музике.

### Low-Life, Brotherhood и Substance (1985—1987)
New Order, након похвале од стране критичара албума Power, Corruption & Lies, објављују албум Low-Life, који је избачен 13. маја 1985. године. Албум наставља тренд Power, Corruption & Lies, мада се овог пута ослања према правцу алтернативног рока. Два сингла су била избачена са албума - "The Perfect Kiss" и "Sub-culture". У фебруару 1986. године на албуму А&М Records објављен је саундтрек албум Pretty in Pink са песмом "Shellshock". Инструментална верзија "Thieves Like Us" и инструментал "Elegia" појавили су се у филму, али нису били на саундтрек албуму. Касније тог лета, New Order предводио је поставку која је укључивала The Smiths, Тhe Fall и A Certain Ratio током Фестивала "Festival of the Tenth Summer".
Brotherhood, избачен 29. септембра 1986. године, разбија дотадашњи концепт претходних албума састава. На албуму су се појавили "Bizarre Love Triangle" и "Angel Dust" (од којих је ремиксована инструментална верзија доступна на британском "True Faith" CD видео синглу, под насловом "Evil Dust") која семплује гитарске ефекте Low-Life-ере. Док је New Order обишао Северну Америку са пријатељима Echo & The Bunnymen, лето 1987. током лета 1987. године објављују компилацију Substance (такође често назван и Substance 1987), у којој је био представљен нови сингл "True Faith". Substance је по први пут била важан албум у сакупљању 12-инчних синглова групе на CD-у и представљала нове верзије "Temptation" и "Confusion" - које се називају "Temptation '87" и "Confusion '87". Други диск садржи неколико Б-страна из синглова на првом диску, као и додатне А-стране "Procession" и "Murder". Сингл "True Faith", са својим надреалним видеом, постао је хит на МТВ-у и први амерички топ 40 хит. Б-страна сингла, "1963" - првобитно је планирана да буде А-страна све док их је Factory убедио да издају "True Faith", уместо тога - касније ће бити објављена као сингл у сопственом праву неколико година касније, са две нове верзије.
Крајем 1987. године, састав је избацио сингл "Touched By The Hand of God".

### Technique, Republic и први распад (1988—1993)
Дана 30. јануара 1989. године, New Order избацује свој пети студијски албум Technique, који овог пута припаја acid house и Balearic beat елементе. Постао је њихов први #1 албум у Великој Британији, где је провео једну недељу на врху британске топ-листе албума. Њега су промовисала три сингла - "Fine Time", "Round & Round" и "Run 2". Током лета 1989. године, састав је подржавао Technique тако што је ишао на турнеју са Public Image Ltd, Throwing Muses и The Sugarcubes преко САД-а и Канаде при чему су новине назвале турнеју "Чудовишта алтернативног рока". Чланови састава су у то време започели и друге пројекте као што су Electronic (који чине Бернард Самнер и Johnny Marr) и Revenge (Питер Хук и Dayvth Hicks).
Године 1990, састав, под новим песудонимом EnglandNewOrder, објављује сингл "World in Motion", који служи као званична песма Фудбалске репрезентације Енглеске светско првенства у фудбалу. Песма, написана са комичаром Keith Allenom, била је њихов једини број #1 хит сингл у Великој Британији. Продуцент је био Stephen Hague, са којим су New Order одлучили да сарађују на њиховом следећем албуму Republic, који би био избачен 5. априла 1993. године.
Republic је био први албум који није био у сарадњи са Factory Records, већ са London Records. То је зато што су Factory банкротирали 1992. године. New Order никада није имао формални уговор са Factory Records. Иако неуобичајена за велику групу, то је била стандардна пракса Factory све до средине 1980-их. Због тога, састав, а не Factory Records, легално је посједовао све њихове снимке. Wilson је то навео као главни разлог због којег је понуда London Records 1992. године за куповину налепнице пропала. После колапса Factory, New Order потписао је уговор са London Records, као и Морис и Гилберт одвојено за свој страни пројекат The Other Two, чији је дебитантски албум првобитно био намењен за издање на Factory. 4 сингла су била избачена са Republic - "Regret" (који је био њихов највећи хит у Америци, стигавши до 28. позиције на Billboard Hot 100), "Ruined In A Day", "World (The Price of Love)" и "Spooky".
Након тога, састав је одлучио да паузира као би други чланови могли да раде на својим другим пројектима; The Other Two избацују свој деби албум The Other Two & You 1993. године. 1994. године, New Order избацују своју другу компилацију The Best of New Order, која укључује све њихове претходне синглове са Substance, као и неке нове песме ("Vanishing Point", "The Perfect Kiss", "Thieves Like Us" и "Shellshock") и новије снимке ("True Faith", "Bizarre Love Triangle", "1963" и "Round & Round"). У Америци, листа песама је измењена како би се разликовала од Substance, као и британског издања The Best of New Order које је било доступно неколико месеци раније. Ова колекција је праћена remix албумом, The Rest of New Order, који садржи избор постојећих и ново наручених мешавина класичних песама New Order. Неке верзије садрже додатни диск или касету састављену искључиво од ремикса "Blue Monday". "Blue Monday" је по трећи пут објављен као сингл да би се промовисала колекција.

### Реформација, Get Ready (1998—2003)
Група се поново окупила 1998. године по предлогу Roba Grettona. Прошло је скоро пет година откако су се задњи пут видели. Самнер је рекао: "Одлучили смо пре него што смо се договорили да обавимо било коју свирку, да имамо састанак, и ако неко има било какве замерке да их поднесе, да их испегне." До другог састанка сви су се сложили да наставе са игром, заказујући свој концертни скуп за Феникс Фестивал исте године. Поред ређих песама, New Order је такође одлучио да поново почне да свира песме Joy Divisiona. Када је су наступи на Phoenix фестивалу били отказани због слабе продаје карата, New Order је уместо тога одиграо последњу ноћ те године на Reading Фестивалу.
Њихово издање Get Ready (избачено 27. августа 2001. године) увелико је одступило од свог електронског стила и фокусирало се на музику која је више оријентисана на гитару. Према Самнеру, "Get Ready је био гитара-тежак само зато што смо сматрали да смо тај инструмент оставили сам дуго времена." Дугогодишњи фан Billy Corgan из The Smashing Pumpkins свирао је гитару и певао копију на стази "Turn My Way", а исте године су The Smashing Pumpkins ишли на турнеју са бендом широм Америке, Велике Британије и Јапана. Фил Канингхем (бивши Марион) придружио се бенду уживо, замјењујући Гилберта која је одбила да иде на турнеју у корист бриге за њу и Морисову децу. Bobby Gillespie из Primal Scream је био други вокал на песми "Rock the Shack". Синглови са албума су укључивали "Crystal", "60 Miles An Hour" и "Someone Like You".

### Waiting For The Sirens' Call, Singles и други распад (2004—2007)
Албум Waiting For The Sirens' Call био је избачен 27. марта 2005. године. Фил Канингхем је постао званичан члан New Order и привремено је заменио Гилијан Гилберт (сада у браку са Морисом) како би могли да чувају своју децу. Синглови су били "Krafty", "Jetstream", "Waiting For The Sirens' Call" и "Guilt Is A Useless Emotion" као промо сингл. Hook је изјавио да је састав у студију снимио довољно материјала за још један албум у ближој будућности, само то још није материјализирао.
У јесен 2005. године састав је издао још једну компилацију највећих хитова под називом Singles. Издање на два CD-а је освежена верзија Substance и садржи све и један сингл од њиховог деби-албума 1981. до албума Waiting For The Sirens Call. Компилација Singles се разликује од Substance по томе што је оријентисана према 7" верзијама песама, док је Substance имао 12" верзије. Компилација је попраћена и сетом од два DVD-а под називом "Item", који садржи продужену верзију NewOrderStory, са свим музичким спотовима.
Међутим, 2007. године, Питер Хук напушта бенд, рекавши да "Ја и Бернард више не радимо заједно". Даље комплицирајући вести, NewOrderOnline, веб страница са подршком менаџмента New Order, известила је да према "извору близу бенду", "Вест о подели је лажна... New Order и даље постоји упркос ономе што је рекао... Питер Хук може напустити бенд, али то не значи да је то крај за New Order." Међутим, Самнер је 2009. године открио да више не жели да музику прави као New Order.

## Дискографија
- Movement (1981. године)
- Power, Corruption & Lies (1983. године)
- Low Life (1985. године)
- Brotherhood (1986. године)
- Technique (1989. године)
- Republic (1993. године)
- Get Ready (2001. године)
- Waiting for the Sirens' Call (2005. године)
- Lost Sirens (2013. године)
- Music Complete (2015. године)